# Новосокольники (станция)
Новосоко́льники — узловая железнодорожная станция Санкт-Петербург — Витебского региона Октябрьской железной дороги на пересечении железных дорог Москва — Рига и Санкт-Петербург — Витебск, открытая в 1901 году. Станция расположена в городе Новосокольники Псковской области, Россия.
В состав станции, разделённой на Московскую и Витебскую стороны, входят три парка, имеющие вместе 29 путей, вагонное депо ВЧД-24, дистанция пути ПЧ-45, а также локомотивное депо, административно сокращённое до площадки обслуживания локомотивов ПТОЛ-59 с базой запаса. Пути станции расположены мередианально.

## История
В рамках строительства Московско-Виндавской и Санкт-Петербург-Витебской железных дорог предполагалось сделать узловую станцию пересечения двух линий в местечке Сокольники Витебской губернии, но уже на стадии проектирования этому воспротивилось великолукское земство, попытавшееся убедить общество Московско-Виндаво-Рыбинской железной дороги сделать узловую станцию на своей территории. В результате компромисса станция была построена на границе Псковской и Витебской губерний, получив в честь первоначального места строительства название Новосокольники.
Станция была построена в 1901 году, днём её открытия считается 11 (24) сентября 1901 года, когда по станции было открыто коммерческое движение. На момент открытия на станции был сооружён вокзал, паровозное депо с мастерскими для выполнения малых ремонтных работ, здание для отдыха кондукторских бригад и 20 жилых домов.
2 (15) февраля 1905 года в ответ на расстрел демонстрации в Петербурге железнодорожники станции Новосокольники сформировали стачечный комитет, под руководством которого движение поездов через узел прекратилось на три дня. 12 (25) октября того же года комитет присоединился к всероссийской забастовке и снова остановил движение поездов через станцию, но отправленный отряд солдат взял станцию под контроль и восстановил её работу. 13 (26) декабря после получения известий о вооружённом восстании в Москве железнодорожники Новосокольников отрядом численностью около 50 человек, вооружённые револьверами отправились на станции Насва и Сущёво, где разоружили жандармов и также остановили движение поездов; после этого они направились на станцию Дно, где угнали паровоз и, отстреливаясь, уехали обратно на Новосокольники. Двумя днями позже вследствие умышленного закорачивания телеграфных линий была прервана связь станции во всех направлениях. Посланная на усмирение восставших рота солдат из Пскова не справилась с задачей, и ей на подмогу были высланы солдаты и полицейские из соседней Витебской губернии. После поражения революции многие железнодорожники были осуждены на различные сроки каторги.
В 1912 году на станции стараниями общества был сооружён Свято-Никольский храм.
Перед Великой Отечественной войной станция была крупным узлом с паровозным депо, мастерскими и вагоноремонтным пунктом, также она являлась центром Новосокольнического отделения Октябрьской железной дороги. С началом войны железнодорожные работники Новосокольников перешли в подчинение пятой железнодорожной колонне Особого резерва Народного Комиссариата Путей Сообщения.
На 1981 год по станции осуществлялась продажа билетов на пассажирские поезда местного и дальнего следования с выполнением багажных операций, а также приём и выдача грузов на подъездных путях, повагонными отправками открытого хранения в местах общего пользования и повагонными отправками складского хранения.
В 2004 году была проведена реконструкция здания веерного депо Новосокольники. В мае 2015 года в сквере на станции открыли памятник путейцу; прототипом для скульптуры был выбран Александр Орлов, проработавший в местной дистанции пути 58 лет.

## Описание
Станция расположена в городе Новосокольники одноимённого района Псковской области, Россия. Она находится на пересечении железнодорожных линий, соединяющих Москву с Ригой и Санкт-Петербург с Витебском и организационно относится к Великолукскому отделению Октябрьской железной дороги. Код ЕСР — 066602, код Экспресс-3 — 2004508.
Пути станции ориентированы мередианально. Структурно станция поделена на две стороны: восточную Витебскую (также называемую Петербургской) и западную Московскую; на пространстве между ними оборудована пассажирская платформа, а также располагаются вокзал и некоторые станционные постройки. Такое деление на стороны обусловлено разделением потоков составов, движущихся по пересекающимся на этой станции линиям. Конфигурация соединительных путей к северу и югу от вокзала при этом позволяет останавливаться поездам, следующим по маршруту Санкт-Петербург – Витебск, и на Московской стороне. Прилегающие к станции перегоны оборудованы двусторонней автоблокировкой.
Станция состоит из трёх парков: на Петербургской стороне это парки Л (Ленинградский) и В (Витебский), а на Московской стороне располагается парк С (Себежский). Парк Л расположен в северной части Петербургской стороны и имеет 4 пути: главный и 4 приёмо-отправочных, один из которых прилегает к островной платформе между сторонами. Парк В расположен в южной части Петербургской стороны и имеет 9 путей: главный, 6 приёмо-отправочных, один из которых также прилегает к островной платформе между сторонами, но предназначен для погрузочно-разгрузочных работ, и два пути, относящихся к вагонному депо ВЧДЭ-24. Парк С расположен на всём протяжении Московской стороны и имеет 16 путей: главный, 8 приёмо-отправочных, два из которых оборудованы пассажирскими платформами, один — грузовой, а также 7 путей, относящихся к локомотивному депо. Московская и Петербургская стороны связаны соединительными путями: пошёрстным с Петербургской на Московскую в северной горловине и пошёрстным с Московской на Петербургскую в южной; за южной горловиной пути на Москву пересекают пути на Витебск по мосту.
На станции действует вагонное депо ВЧДЭ-24, дистанция пути ПЧ-45, а также филиальное депо ПТОЛ-59 (бывшее ТЧ), при котором существует база запаса. На станции 3 платформы, все низкие.